# Syngnathus folletti
Syngnathus folletti — вид морських іглиць, що мешкає в південно-західній частині Атлантичного океану біля берегів Уругваю. Морська субтропічна демерсальна риба.